# Giuseppe Lomazzi
Giuseppe Lomazzi (Milano, 12 settembre 1931 – Milano, 25 gennaio 2012) è stato un cestista italiano.

## Carriera
Nel corso della carriera ha militato nella Pallacanestro Varese. Con la Nazionale ha preso parte agli Europei 1953; in maglia azzurra ha collezionato in totale 11 presenze e 22 punti realizzati.